# Bahnstrecke Leinfelden–Waldenbuch
| |                      |                                     |                                     |
| Streckennummer (DB): | 4863                 |                                     |                                     |
| Kursbuchstrecke (DB): | 318a                 |                                     |                                     |
| Kursbuchstrecke: | 327b (1946)          |                                     |                                     |
| Streckenlänge: | 11,702 km            |                                     |                                     |
| Spurweite: | 1435 mm (Normalspur) |                                     |                                     |
| |                      |                                     |                                     |
| \| \| \| von Stuttgart-Rohr \| \| \| \| \| von Stuttgart-Möhringen \| \| \| \| 0,000 \| Leinfelden (ehem. Bf) \| 427 m \| \| \| \| nach Filderstadt \| \| \| \| 1,588 \| Musberg \| 424 m \| \| \| \| Beginn Bundeswanderweg \| \| \| \| 2,522 \| Viadukt bei der Mäulesmühle \| Viadukt bei der Mäulesmühle \| \| \| 2,873 \| Viadukt über den Eschbach \| Viadukt über den Eschbach \| \| \| 3,422 \| Viadukt über die B 27, heute L 1208 \| Viadukt über die B 27, heute L 1208 \| \| \| 3,731 \| Steinenbronn \| 407 m \| \| \| 5,544 \| Schlösslesmühle \| 382 m \| \| \| 7,148 \| Kochenmühle \| 364 m \| \| \| 9,359 \| L 1185 und Bach (24 m) \| L 1185 und Bach (24 m) \| \| \| 9,484 \| Aich (16 m) \| Aich (16 m) \| \| \| 9,623 \| Burkhardtsmühle \| 340 m \| \| \| 10,490 \| Glashütte \| 340 m \| \| \| \| Ende Bundeswanderweg \| \| \| \| 11,702 \| Waldenbuch \| 343 m \| |                      |                                     |                                     |
| Strecke |                      | von Stuttgart-Rohr                  | von Stuttgart-Rohr                  |
| Abzweig geradeaus und ehemals von links |                      | von Stuttgart-Möhringen             | von Stuttgart-Möhringen             |
| Haltepunkt / Haltestelle | 0,000                | Leinfelden (ehem. Bf)               | 427 m                               |
| Abzweig ehemals geradeaus und nach links |                      | nach Filderstadt                    | nach Filderstadt                    |
| Haltepunkt / Haltestelle (Strecke außer Betrieb) | 1,588                | Musberg                             | 424 m                               |
| Strecke (außer Betrieb) |                      | Beginn Bundeswanderweg              | Beginn Bundeswanderweg              |
| Brücke (Strecke außer Betrieb) | 2,522                | Viadukt bei der Mäulesmühle         | Viadukt bei der Mäulesmühle         |
| Brücke (Strecke außer Betrieb) | 2,873                | Viadukt über den Eschbach           | Viadukt über den Eschbach           |
| Brücke (Strecke außer Betrieb) | 3,422                | Viadukt über die B 27, heute L 1208 | Viadukt über die B 27, heute L 1208 |
| Bahnhof (Strecke außer Betrieb) | 3,731                | Steinenbronn                        | 407 m                               |
| Haltepunkt / Haltestelle (Strecke außer Betrieb) | 5,544                | Schlösslesmühle                     | 382 m                               |
| Haltepunkt / Haltestelle (Strecke außer Betrieb) | 7,148                | Kochenmühle                         | 364 m                               |
| Brücke (Strecke außer Betrieb) | 9,359                | L 1185 und Bach (24 m)              | L 1185 und Bach (24 m)              |
| Brücke über Wasserlauf (Strecke außer Betrieb) | 9,484                | Aich (16 m)                         | Aich (16 m)                         |
| Haltepunkt / Haltestelle (Strecke außer Betrieb) | 9,623                | Burkhardtsmühle                     | 340 m                               |
| Haltepunkt / Haltestelle (Strecke außer Betrieb) | 10,490               | Glashütte                           | 340 m                               |
| Strecke (außer Betrieb) |                      | Ende Bundeswanderweg                | Ende Bundeswanderweg                |
| Kopfbahnhof Streckenende (Strecke außer Betrieb) | 11,702               | Waldenbuch                          | 343 m                               |

Die Bahnstrecke Leinfelden–Waldenbuch, auch Siebenmühlentalbahn, war eine Nebenbahn in Baden-Württemberg. Sie führte von Leinfelden über Steinenbronn bis nach Waldenbuch und folgte dabei überwiegend dem Siebenmühlental. Bisweilen wurde sie auch als Schönbuchbahn bezeichnet, wenngleich dieser Name eigentlich der älteren Bahnstrecke von Böblingen nach Dettenhausen zuzuordnen ist. Heute verläuft auf einem Großteil der Trasse der sogenannte Bundeswanderweg.

## Geschichte

### Vorgeschichte und Bau
1920 übernahm die Stadt Stuttgart von der wirtschaftlich gebeutelten Filderbahn-Gesellschaft deren Streckennetz und ließ es durch die Stuttgarter Straßenbahnen (SSB) betreiben. Die Normalspurlinie nach Neuhausen sollte nach einem Vertrag durch die Deutsche Reichsbahn (DR) betrieben werden, da sie nicht elektrifiziert war und die übrigen Filderbahnstrecken schmalspurig ausgeführt waren.
Um durchgehende Züge von Neuhausen nach Stuttgart zu führen, ohne in Möhringen oder Degerloch auf die Meterspur-Züge umsteigen zu müssen, baute die Deutsche Reichsbahn im Jahre 1920 die Normalspurstrecke von Rohr nach Echterdingen.
Der Bau der Strecke nach Echterdingen rief die Waldenbucher auf den Plan, den von der DR-Vorgängergesellschaft versprochenen Bahnanschluss doch noch zu bekommen. Es existierte zudem noch ein mit den Königlich Württembergischen Staats-Eisenbahnen geschlossener Bauvertrag über die Strecke nach Waldenbuch. Somit erklärte sich die DR bereit, diese aufwendig trassierte Strecke doch noch zu bauen. Die Bauarbeiten in Form von Notstandsarbeiten begannen im Mai 1919, sie kamen jedoch durch die Inflation und wegen Geldmangels zum Erliegen.
In den 1920er-Jahren wurde die SSB-Verbindung Möhringen–Unteraichen–Leinfelden in Meterspur neu aufgebaut, als die Strecke nach Neuhausen von Vaihingen her erreichbar war. Die Stadt Stuttgart hatte damals Pläne, die Meterspurgleise über die Trasse der Siebenmühlentalbahn über Waldenbuch hinaus bis nach Tübingen zu verlängern. Dabei sollte der Güterverkehr mit Hilfe von Rollböcken durchgeführt werden. Somit wäre die seit langem geplante Direktverbindung doch noch realisiert worden.
Jedoch pochte das Deutsche Reich darauf, die Bauruine als Normalspurbahn fertigzustellen. 1926 wurden die Bauarbeiten vor allem auf Betreiben der Stadt Waldenbuch wiederaufgenommen. Sie waren, wie bei der gleichzeitig entstandenen Heubergbahn, als Arbeitsbeschaffungsmaßnahmen gedacht. Ferner wurden für die damalige Zeit ungewöhnlich viele Viadukte angelegt.

### Betrieb
Am 23. Juni 1928 konnte die Deutsche Reichsbahn den Betrieb auf der Siebenmühlentalbahn eröffnen. Sie wurde als eine der letzten Strecken im Deutschen Reich neu eröffnet. Charakteristisch waren die weiten Entfernungen zwischen den Siedlungen und den Stationen, lediglich am Endpunkt Waldenbuch war dies nicht der Fall.
Von Anfang an stand die Bahn jedoch in direkter Konkurrenz zum Omnibusverkehr, so gab es schon seit 1911 eine Busverbindung zwischen Degerloch und Tübingen. Spätere Kraftpost- und Bahnbus-Linien, die über Waldenbuch verliefen und kürzere Fahrzeiten boten, zogen Fahrgäste von der Bahn ab. Die Sägewerke und Mühlen schafften sich eigene Lastkraftwagen an und somit verlor sie auch ihr Frachtaufkommen. Sowohl der Personenverkehr als auch das Frachtaufkommen blieben deshalb stets hinter den Erwartungen zurück.

### Stilllegung
Am 22. Mai 1955 – knapp 27 Jahre nach der Eröffnung – wurde der Personenverkehr durch die Deutsche Bundesbahn eingestellt. Abgesehen von Strecken, die im Krieg zerstört wurden beziehungsweise von der deutschen Teilung betroffen waren, war die Strecke damit eine der ersten in Westdeutschland, auf welcher der Personenverkehr eingestellt wurde.
Schon bald darauf musste im Juli 1955 jedoch auch der Güterverkehr nach Waldenbuch eingestellt werden, weil zuvor starke Regenfälle den Bahndamm zwischen der Burkhardtsmühle und Waldenbuch beschädigten und die Deutsche Bundesbahn nicht für die teuren Reparaturarbeiten aufkommen wollte. Zum 1. Oktober 1956 wurde die Siebenmühlentalbahn dann schließlich auch formal stillgelegt, das heißt, sie wurde entwidmet. Lediglich ein kurzer Restabschnitt bis Musberg wurde auch danach noch im Güterverkehr bedient, diese Fahrten erfolgten jedoch nur bedarfsweise. Die Gleise und Bahnhofsanlagen zwischen Musberg und Waldenbuch wurden schließlich beginnend am 25. Juli 1957 abgebaut. Im Jahr 1972 wurde dann auch die Reststrecke bis zum Haltepunkt Musberg zurückgebaut, nachdem sie bis 1. Oktober 1971 noch als Anschlussgleis der Gemeinde Musberg bedient worden war.

## Streckenbeschreibung

### Verlauf
Die Strecke der Siebenmühlentalbahn begann im Bahnhof Leinfelden, heute eine Station im Netz der S-Bahn Stuttgart. Dieser verknüpfte als Kreuzungsbahnhof die Strecken der Reichsbahn mit jenen der Filderbahn. Von dort aus führte die Trasse in westliche Richtung gegen Musberg, dabei überquerte sie mittels Bahnübergängen zunächst die Echterdinger Straße und anschließend die Musberger Straße. Unmittelbar nach dem Haltepunkt Musberg folgte ein weiterer Bahnübergang über die Filderstraße, bevor die Bahn das namensgebende Siebenmühlental erreichte, welchem sie im weiteren Verlauf folgte.
Circa 500 Meter nach Musberg erreichte die Strecke den ersten Viadukt, auf welchem sie an der Mäulesmühle den Reichenbach, einen Zufluss der Aich, überquerte. 300 Meter später folgte der zweite Viadukt über den Eschbach, bevor nach weiteren 300 Meter bei der Seebruckenmühle die Straße nach Steinenbronn (alte Bundesstraße 27, heute Landesstraße 1208) und der Kesselbach überquert wurde. Beim Streckenkilometer 3,7 befand sich der Bahnhof Steinenbronn. Dieser war mit einem Kreuzungs- und Ladegleis versehen. Die Station lag jedoch etwa 500 Meter Luftlinie und zwei Kilometer Wegstrecke vom eigentlichen Ort entfernt mitten im Wald, weshalb die Frequenz zu Betriebszeiten der Bahn stets gering blieb.
Im weiteren Verlauf des Siebenmühlentals erreichte die Bahn beim Streckenkilometer 5,4 den Haltepunkt Schlösslesmühle. Kurz vor dieser Station existierte ein weiterer Bahnübergang, er führte über die sogenannte Schweizer Straße. Die nächste Station war beim Streckenkilometer 7,1 die Kochenmühle und schließlich die Burkhardtsmühle beim Kilometer 9,6. Hier verließ die Trasse das Siebenmühlental und folgte dem Aichtal in westliche Richtung, bevor nach 900 Meter der Haltepunkt Glashütte erreicht wurde.
200 Meter nach der letzten Zwischenstation wurde die Gemeindestraße nach Waldenbuch auf einer Brücke überquert, um dann beim Streckenkilometer 11,7 den Ort Waldenbuch zu erreichen. Der Bahnhof besaß ausgedehnte Gleisanlagen und eine kleine Lokomotivstation, die zum Unterstellen der Lokomotive genutzt wurde.

### Betriebsstellen
Die Bahnhöfe und Haltepunkte der Siebenmühlentalbahn waren wie folgt kategorisiert:
| Station         | Bahnhofsklasse |
| --------------- | -------------- |
| Leinfelden      | IV             |
| Musberg         | V              |
| Steinenbronn    | IV             |
| Schlößlesmühle  | V              |
| Kochenmühle     | V              |
| Burkhardtsmühle | V              |
| Glashütte       | V              |
| Waldenbuch      | IV             |

Bemerkenswerterweise verfügten die Stationen Musberg und Burkhardtsmühle über Empfangsgebäude, obwohl es sich nur um Haltepunkte handelte, die zudem der niedrigsten von insgesamt fünf Bahnhofsklassen angehörten.

## Fahrzeugeinsatz
Die Strecke wurde ausschließlich mit Dampflokomotiven betrieben. Zum Einsatz kam dabei vorwiegend die Baureihe 75. Alle Züge führten nur die dritte Wagenklasse.

## Heutiger Zustand

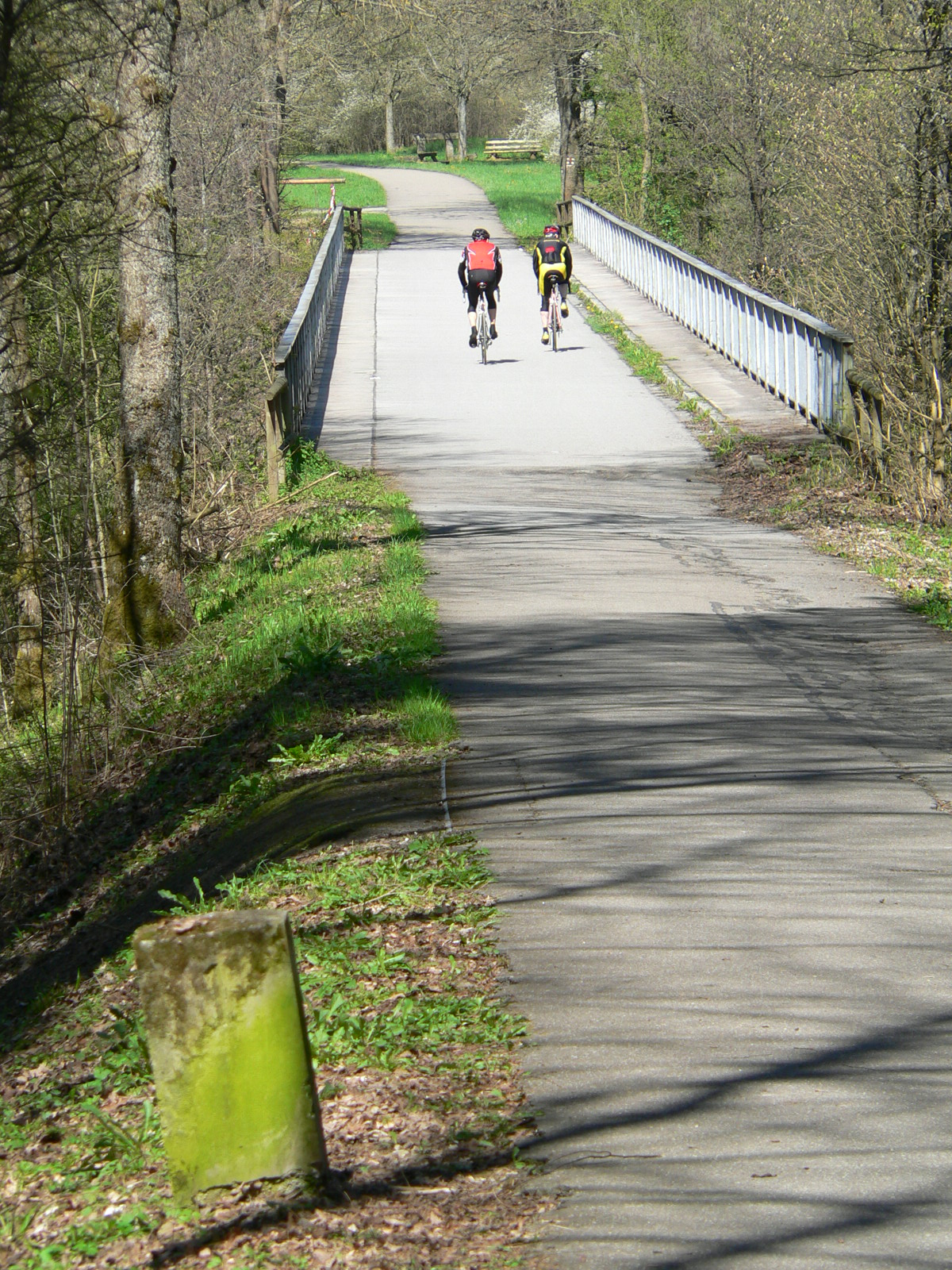
Der Bundeswanderweg: im Vordergrund einer von zwei erhaltenen Kilometersteinen, im Hintergrund der Viadukt bei der Mäulesmühle

Die Trasse selbst ist größtenteils erhalten geblieben. Im Ortsbereich von Leinfelden (zwischen der Straße Neuer Markt und der Musberger Straße) sowie nach einer kurzen Unterbrechung ein weiteres Mal im Ortsbereich von Musberg (zwischen der Weilerwaldstraße am Ortsrand von Leinfelden und der Filderstraße beim ehemaligen Haltepunkt Musberg) dient sie als geschotterter Fußgängerweg.
Vom Ortsausgang Musberg bis zum Ortseingang von Glashütte ist die Trasse dann durchgehend asphaltiert und wird insbesondere an Wochenenden von Wanderern, Radfahrern, Joggern und Inline-Skatern intensiv genutzt. Der Weg auf der ehemaligen Bahntrasse wird durch entsprechende Beschilderung offiziell als Bundeswanderweg bezeichnet. Er wurde bereits 1960 als einer der ersten Bahntrassenradwege Deutschlands eingerichtet. Die ungewöhnliche Bezeichnung Bundeswanderweg ist somit ein Indiz für die Geschichte dieser Trasse. Das Planum befindet sich, trotz Entwidmung als Verkehrsweg, nach wie vor im Eigentum der Bundesrepublik Deutschland.
Lediglich auf den ersten Metern nach dem Abzweig von der Filderbahn (überbaut mit einem Geschäftskomplex sowie Parkplätzen) sowie im Schlussabschnitt mitsamt dem Bahnhofsbereich Waldenbuch (vollständig mit den Industrieanlagen der Firma Hakawerk und einer Erschließungsstraße überbaut) sind heute keinerlei Spuren der Trasse mehr auszumachen.
Neben dem Trassenplanum selbst sind auch noch zahlreiche weitere Reste der früheren Bahnanlagen zu erkennen. Neben allen fünf Brückenbauwerken existieren beispielsweise noch die Stationsgebäude Musberg (inklusive eines Stücks Bahnsteigkante), Steinenbronn (inklusive separater Toilettenanlage) und Burkhardtsmühle. Diese drei Gebäude befinden sich heute allesamt in Privatbesitz. An den Haltepunkten Schlößlesmühle, Kochenmühle und Glashütte sind außerdem noch die kniehohen rechteckigen Betonfundamente der ehemaligen hölzernen Wartehäuschen erhalten geblieben. Diese sind jedoch teilweise stark zugewachsen. Darüber hinaus kann man an den Haltepunkten Schlößlesmühle und Kochenmühle zusätzlich auch noch die Aufschüttungen der ehemaligen Bahnsteige erkennen. Darüber hinaus blieben kurz nach dem Viadukt bei der Mäulesmühle und kurz vor dem Bahnhof Steinenbronn zwei Kilometersteine erhalten. Sie wurden allerdings umgewidmet und markieren heute Kilometer 1 und Kilometer 2 des Bundeswanderwegs.
Außerdem erinnern in Steinenbronn der Straßenname Am Bahnhof und in Waldenbuch die Bahnhofstraße bis heute an den früheren Schienenanschluss der beiden Gemeinden.
Am Ende des Siebenmühlentals schwenkt die Trasse ins Aichtal ein. In der Nähe der Burkhardtsmühle wird dabei die Landesstraße L 1185 überquert. Hier wurde in den Jahren 2011 und 2012 die ehemalige Brücke als Fußgänger- und Fahrradfahrerbrücke komplett neu errichtet. Die alte Brücke hatte an dieser Stelle die Straße an einer ohnehin unübersichtlichen Stelle stark eingeengt.